# Xouaxange
Xouaxange är en kommun i departementet Moselle i regionen Grand Est (tidigare regionen Lorraine) i nordöstra Frankrike. Kommunen ligger i kantonen Sarrebourg som tillhör arrondissementet Sarrebourg. År 2022 hade Xouaxange 316 invånare.

## Befolkningsutveckling
Antalet invånare i kommunen Xouaxange
| Referens: INSEE |